# Turnaca
Turnaca is een geslacht van vlinders van de familie tandvlinders (Notodontidae).

## Soorten
- T. acuta Walker, 1864
- T. delineivena Swinhoe, 1894
- T. ernestina Swinhoe, 1885
- T. fajardoi Schintlmeister, 1993
- T. mediofascia Rothschild, 1917
- T. stigmatica Gaede, 1930